# 線紋錐齒潛魚
線紋錐齒潛魚為輻鰭魚綱鼬魚目鼬魚亞目隱魚科的其中一種，分布於西太平洋區，從日本至澳洲北部海域，棲息深度250-385公尺，體長可達36公分，為底棲性魚類，屬肉食性，罕見。

## 擴展閱讀
維基物種上的相關：線紋錐齒潛魚